# Barop
Barop, Dortmund-Barop (dolnoniem. Borop) – dzielnica miasta Dortmund w Niemczech, w kraju związkowym Nadrenia Północna-Westfalia, w okręgu administracyjnym Hombruch.